# Ideal primitivo
En matemáticas, específicamente en teoría de anillos, un ideal primitivo izquierdo es el aniquilador de un módulo izquierdo simple (distinto de cero). Un ideal primitivo de derecha se define de manera similar. Los ideales primitivos de izquierda y derecha son siempre ideales bilaterales.
Los ideales primitivos son primos. El cociente de un anillo por un ideal primitivo izquierdo es un anillo primitivo izquierdo. Para los anillos conmutativos los ideales primitivos son máximos, por lo que los anillos primitivos conmutativos son todos campos.

## Espectro primitivo
El espectro primitivo de un anillo es un análogo no conmutativo  del espectro primo de un anillo conmutativo.
Sea A un anillo y {\displaystyle \operatorname {Prim} (A)} el conjunto de todos los ideales primitivos de A. Entonces hay una topología en {\displaystyle \operatorname {Prim} (A)}, llamada topología de Jacobson, definida de modo que la clausura de un subconjunto T es el conjunto de ideales primitivos de A que contienen la intersección de elementos de T.
Ahora supongamos que A es un álgebra asociativa sobre un cuerpo. Entonces, por definición, un ideal primitivo es el núcleo de una representación irreductible {\displaystyle \pi } de A y por lo tanto hay una sobreyección
{\displaystyle \pi \mapsto \ker \pi :{\widehat {A}}\to \operatorname {Prim} (A).}
Ejemplo: el espectro de un álgebra C* unital.